# Knoelle
Knoelle là một chi nhện trong họ Lycosidae.